# Mary Cain (atleta)
Mary Cain   (Bronxville, 3 de maig de 1996) és una corredora de mitjana distància de Nova York. El 2013 Mary Cain es va convertir en l'atleta americana més jove en representar els Estats Units d'Amèrica al Campionat del Món (amb 17 anys i 3 mesos), i el 2014 va ser la campiona del món d'atletisme sub-20 en la modalitat de 3.000 metres.
Després d'una època de forta davallada en els resultats, el 2019 Cain va fer públiques les condicions abusives (físicament i mental) sota les quals l'entrenava el coach Alberto Salazar, i que l'havien portat a abandonar els equips de Nike.
Actualment lidera Atalanta NYC, una ONG dedicada per una banda a recolzar corredores professionals, i per l'altra a oferir un entorn saludable per a l'entrenament de noies atletes.

## Biografia
Mary Cain va néixer a la ciutat de Nova York el 1996. És filla de Charles i Mary E. Cain, i té tres germanes: Aine, Catherine i Mairead. Va créixer a Bronxville, al comptat de Westchester, i a l'edat de 1r d'ESO va destacar per la seva habilitat corrent. Els seus esdeveniments principals són les curses de mitja distància.
Es va graduar a l'Institut de Bronxville el 2014, i va assistir al programa d'honors a la Universitat de Portland, a Portland, Oregon mentre competia com a atleta professional per a Nike.
L'octubre de 2012 va començar a entrenar sota la direcció del coach Alberto Salazar, el qual seria apartat del món de l'atletisme el 2019 per temes de dopatge.
Cap a finals de 2019, el New York Times va publicar un vídeo d'opinió donant-li veu a la Mary Cain. Al vídeo, ella dona a entendre que la seva davallada en els resultats va ser resultat dels abusos físics i mentals patits dins el Projecte Oregon de Nike, acusant al seu entrenador (Alberto Salazar) i els seus ajudants d'obligar-la a perseguir un pes arbitràriament baix (52 kg).
Cain explica que Salazar la cridava i l'avergonyia públicament de manera regular davant la resta d'atletes amb motiu del seu pes, i que aquest maltractament psicològic, combinat amb el règim vinculat als entrenaments, va portar-la a patir de tríada de l'atleta femenina durant tres anys (durant els quals va patir cinc fractures òssies, a més de plantejar-se el suïcidi).
Més tard, la revista Sports Illustrated va publicar nou altres testimonis d'antigues corredores del Projecte Oregon (remuntant-se fins al 2008), les quals van confirmar les anteriors acusacions de Cain de què hi havia una "cultura tòxica i abusiva sota la direcció de Salazar".

### Atalanta NYC
El 28 de Juny de 2021, pensant en evitar que altres noies hagin de passar pel que va passar ella, i amb la voluntat de "sacsejar el model actual de l'esport professional" que promou "la cultura de guanyar a qualsevol cost", Mary Cain va anunciar la posada en marxa d'Atalanta NYC, la seva pròpia ONG. Mitjançant l'organització, Mary pretén donar a les joves corredores un entorn saludable dins el qual perseguir l'excel·lència sense renunciar a la salut física i mental, tot sota la mentoria de corredores professionals.
El nom de l'organització fa referència a la deessa Atalanta, coneguda per la seva habilitat com a corredora i alhora símbol de la rebel·lió contra els esquemes patriarcals de la Grècia Antiga.

## Principals resultats
| Any                           | Competició                    | Lloc                                   | Posició                       | Modalitat                     | Temps                         |
| Representant els Estats Units | Representant els Estats Units | Representant els Estats Units          | Representant els Estats Units | Representant els Estats Units | Representant els Estats Units |
| ----------------------------- | ----------------------------- | -------------------------------------- | ----------------------------- | ----------------------------- | ----------------------------- |
| 2012                          | World Junior Championships    | Barcelona, Espanya                     | 6a                            | 1500m                         | 4:09.48                       |
| 2013                          | World Championships           | Moscow, Rússia                         | 10a                           | 1500m                         | 4:07.19                       |
| 2014                          | World Junior Championships    | Eugene, Oregon, Estats Units d'Amèrica | 1a                            | 3000m                         | 8:58.48                       |
| 2016                          | NACAC U23 Championships       | San Salvador, El Salvador              | 2a                            | 1500m                         | 4:16.86                       |

## Rècords personals
| Superfície | Distància | Temps    | Data                 | Lloc                       | Notes                               |
| ---------- | --------- | -------- | -------------------- | -------------------------- | ----------------------------------- |
| Exterior   | 800m      | 1:59.51  | 1 de Juny de 2013    | 2013 Prefontaine Classic   | US Natl HS record                   |
| Exterior   | 1500m     | 4:04.62  | 17 de Maig de 2013   | Oxy High Performance       | US Natl HS record & NJR             |
| Exterior   | 3000m     | 8:58.48  | 24 de Juliol de 2014 | World Junior Championships | US Natl HS record                   |
| Exterior   | 5000m     | 15:45.46 | 8 de Juny de 2013    | Portland Track Classic     | US Natl HS record                   |
| Interior   | 1000m     | 2:35.80  | 8 de Febrer de 2014  | New Balance Grand Prix     | World Indoor Junior Record          |
| Interior   | 1500m     | 4:06.63  | 24 de Gener de 2014  | Boston University          | US Natl Jr (en ruta, fent la milla) |
| Interior   | Milla     | 4:24.11  | 24 de Gener de 2014  | Boston University          | US Natl Jr i WYB                    |
| Interior   | 3000m     | 9:04.51  | 2 de Febrer de 2013  | NB Boston Indoor Games     |                                     |
| Interior   | 2 Milles  | 9:38.68  | 2 de Febrer de 2013  | NB Boston Indoor Games     | US Natl Jr i HS record              |